# Route de la Pyramide
La route de la Pyramide est une voie du bois de Vincennes, dans le 12e arrondissement de Paris, en France.

## Situation et accès
La route de la Pyramide est orientée globalement nord-ouest/sud-est et traverse la totalité du bois de Vincennes. Elle débute au sud-est au niveau de l'avenue des Canadiens, près de la limite avec Joinville-le-Pont. Elle se termine au nord-ouest sur l'esplanade Saint-Louis, à proximité de Vincennes et du château de Vincennes. Avec 3 km de long, il s'agit de l'une des plus longues voies de Paris.
La route de la Pyramide est rejointe ou traversée par plusieurs voies ; du sud au nord :
- avenue des Canadiens
- autoroute A4 (la route passe sous l'autoroute)
- avenue de l'École-de-Joinville
- route de la Ferme (carrefour de la Ferme-de-la-Faisanderie)
- route Saint-Hubert et route du Bosquet-Mortemart
- route de Bourbon, route du Champ-de-Manœuvres, route de la Faluère et route royale de Beauté (carrefour de la Pyramide)
- esplanade Saint-Louis

## Origine du nom
La voie porte le nom de la pyramide du bois de Vincennes, un obélisque situé sur le carrefour de la Pyramide.

## Historique
La route est une allée du réseau aménagé sur un projet de Robert de Cotte lors de la replantation du bois en 1731. Elle traversait de 1855 aux années 1950 le champ de manœuvres qui s'étendait au centre du bois de Vincennes.  
Située sur le territoire communal de Fontenay-sous-Bois, Joinville-le-Pont et Vincennes jusqu'en 1929 elle est annexée à cette date par Paris , avec le reste du bois de Vincennes.

## Bâtiments remarquables et lieux de mémoire
La route de la Pyramide longe les édifices ou lieux remarquables suivants :
- stade de Joinville
- arboretum et école du Breuil
- hippodrome de Vincennes
- Institut national du sport, de l'expertise et de la performance
- pyramide du bois de Vincennes
- parc floral de Paris